# SønderjyskE HB
El Sønderjysk Elitesport Herrehåndbold es un club de balonmano danés de la ciudad de Sønderborg. Fue fundado en 2004.

## Plantilla 2024-25
|  | Porteros - 01 Matthias Rex Dorgelo - 30 Julius Sten Extremos izquierdos - 06 Nikolaj Svalastog - 28 Patrick Volz Extremos derechos - 24 Sebastian Augustinussen - 33 Ebbe Stankiewicz Pivots - 02 Tobias Gregers Schmidt - 14 Jacob Bagersted - 18 Morten Bjørnshauge | Laterales izquierdos - 03 Lucas Rehfus - 10 Rune Overlund Sørensen - 20 August Wiger - 22 Magnus Holpert Centrales - 11 Nicolaj Jørgensen - 29 Magnus Fredriksen Laterales derechos - 23 Tobias Olsen - 48 Gabriel Setterblom |